# Кинуй
Кин(н)уй (ивр. כנוי‎), буквально «прозвище», множественное число — кин(н)уим, — светское имя еврея, как правило, взятое из языка (религиозных традиций) страны проживания, и используемое в общении с неевреями (в отличие от еврейского имени, взятого из Танаха).

## Обзор

### В Европе и Северной Америке
Светские нееврейские имена широко использовались образованной знатью параллельно с еврейскими в эпоху эллинизации Иудеи. Позднее, во время миграции евреев на территорию Римской империи, традиция получила распространение и среди незнатных евреев.
Когда евреи прибывали в новую страну, они обычно выбирали себе светские имена из местного языка. В Центральной и Восточной Европе бытовым языком евреев был идиш, поэтому ивритское имя использовалось в религиозном контексте, а его аналог на идиш — в бытовом. В то же время, во Франции, Испании, Португалии, Северной Африке бытовые имена брались из местных языков.
Иногда кинуй мог быть «вторичным», то есть наряду с религиозным еврейским именем существовало светское еврейское (обычно на идише) и светское нееврейское.
Кинуй мог избираться по одному из следующих принципов:
- буквальный перевод религиозного имени: Арье (иврит) — Лейб (идиш) — Лев (светское нееврейское имя)
- некоторые кинуим основаны на синонимии (слова с одинаковым значением, но различным написанием); например, Михаил = Йехиэль; Менахем = Мендель (Мендл); Ашер = Аншель. Некоторые кинуим являются названиями 12 колен Израилевых,[7] отражающими «животные» характеристики четырёх сыновей Иакова[8] и одного из его внуков: Иуда — лев (отсюда фамилии Лион, Лёве); Вениамин — волк (отсюда, например, фамилия Вульф); Нафтали — олень (отсюда такие фамилии, как Хирш, Херш, Харрис); также Иссахар[9] — осёл[10] — медведь (отсюда фамилии Бар, Бэр, Баррель, Барнард, Бернар (Бернхардт), Бертольд, Шультер[11]); Эфраим — рыба (отсюда фамилии Фиш, Фишман).[12]
- созвучие или простое совпадение инициалов: Цви (иврит) — Гирш (идиш) — Григорий (светское нееврейское имя), Арон (иврит, идиш) — Аркадий (светское имя), Борух (иврит) — Борис, и т. д.
- иногда выбор кинуя был произвольным.

Взаимосвязи между религиозным именем (например, Моше бен Маймон; Йосеф бен Гершон; Шломо Арье бен Давид Галеви; Гершом Меор ха-Гола; Devorah bat Avraham), и светским именем на соответствующем местном языке могли различаться в зависимости от местности (например, Исайя Берлин; Соломон Лион Барнард; Зигмунд Фрейд; Голда Меир; Etta Cone).

### В Российской империи и бывшем СССР
Ниже приведены примеры христианских имён, широко использовавшихся русскоязычными светскими евреями (слева — кинуй, справа — оригинальное иудейское имя и/или его разговорный вариант на идиш).
Мужские:
- Анатолий — Нафтоле или Натан
- Аркадий — Арон (в современном Израиле — также Арье)
- Борис — Борух или Бер (на иврите Дов)
- Виктор — Авигдор
- Владимир — Вольф (Велвл) (на иврите Зеэв)
- Григорий — для имён, начинающихся на Г, чаще всего Герш
- Ефим — Хаим
- Зиновий — Залман (Соломон) или Зелиг
- Лазарь — Элиезер
- Лев или Леонид — Арье-Лейб
- Мирон — Меер (Меир)
- Пётр и Павел — заменяли различные имена на «П», чаще всего Пинхус или Перец
- Семён — Шимон
- Яков — Яаков (Янкель), Якир

Женские:
- Анна — Хана
- Вера — Двора
- Ева — Хава
- Злата — Голда
- Мария — Мирьям
- Софья (Соня) — Шейне, Шейндл

### В арабском мире
Арабоязычные евреи-сефарды обычно принимали арабские имена — такие, как Хассан, Абдалла, Сахль. Иногда ивритские имена переводились на арабский, например, Элиэзер — Мансур, Овадия — Абдалла, Мазлия — Маймун. Перед родовыми именами (фамилиями) использовалась частица «ибн» («сын…» — аналог еврейского «бен» или арамейского «бар»): ибн-Акнин, ибн-Данан, ибн-Латиф. Иногда происходило языковое смешение: Авраам ибн Эзра.
Особенностью арабских имён является «кунья» — прозвище «абу …» (буквально «отец такого-то»), которое даётся отцу после рождения сына; например, Абу аль-Валид — «отец Валида». Такие же прозвища использовали и евреи в арабоязычных странах. Кроме того, ряд еврейских имён включали арабский определённый артикль «аль» (вариант: уль).

### Правила использования
Светское имя нередко представлено в гражданских документах, в то время как религиозное имя («шем xа-кодеш») обычно используется в связи с религиозными традициями — например, в свидетельстве об обрезании (брит), брачном контракте (ктуба), свидетельстве о религиозном разводе (гет) или на надгробном камне.